# Cotxa de Dáuria
La cotxa de Dàuria o cotxa cua-roja oriental (Phoenicurus auroreus) és una espècie d'ocell de la família dels muscicàpids (Muscicapidae) que habita boscos i zones de ribera de les muntanyes del sud de Sibèria, Mongòlia, oest, centre i nord-est de la Xina i sud-est de Tibet. El seu estat de conservació es considera de risc mínim.